# La Fuente de San Esteban
La Fuente de San Esteban és un municipi de la província de Salamanca, a la comunitat autònoma de Castella i Lleó. Limita al nord amb El Cubo de Don Sancho, Buenamadre, Peramato (municipi de Pelarrodríguez) i Garcirrey, a l'est amb Aldehuela de la Bóveda i San Muñoz, al sud amb Cabrillas i Martín de Yeltes i a l'oest amb Boada (Salamanca).
| 1991 | 1996 | 2001 | 2004 |
| ---- | ---- | ---- | ---- |
| 1814 | 1594 | 1547 | 1475 |